# Yogans vägar
Yogans vägar utgörs av Jnanayoga (Kunskapens yoga), Bhaktiyoga (Hängivenhetens yoga) och Karmayoga (Handlingens yoga). Ibland ingår även Rajayoga (Kontrollens yoga).
Yoga är en beteckning för de olika vägarna som, enligt hinduismen, kan leda till det slutgiltiga målet: moksha. För att nå dit måste en person inse att det egna jaget (atman) är en del av det odödliga, gudomliga världsalltet (brahman), vilket kräver både undervisning och övning. De fyra vägarna ska hjälpa oss att nå vårt mål där sann varaktig lycka (ananda) finns inom vårt inre jag. Det vill säga ananda kan endast uppnås genom visdom, meditation och gudomlig nåd, och den kommer bara att uppnås av den som söker och strävar med ett uppriktigt hjärta. Sammanfattningsvis består yoga av mer än enbart asanas (kroppspositioner).

## Historia
Ursprungligen beskrevs yogans vägar som tre, detta i detta hinduiska diktverket Bhagavadgita. Yogans fjärde väg, Raja yoga, beskrevs först av Patanjali i Yoga sutra.

## Jnanayoga
Jnanayoga är kunskapens yoga. I detta fall syftar kunskap på kunskap om brahman (världssjälen inom hinduismen) och atman (universella själen inom hinduismen) och insikten om hur de två hänger samman.

## Bhaktiyoga
Bhaktiyoga är hängivenhetens yoga och är detsamma som bhaktimarga (gudshängivenhetens väg). Oftast handlar det om hängivenhet till de hinduiska gudarna/gudinnorna Vishnu, Shiva eller  Durga/Kali. Bhaktiyoga är en väg till moksha genom osjälvisk hängivenhet till guden och förmågan att se det gudomliga i allt.

## Karmayoga
Karmayoga är handlingens yoga. Med handling menas här osjälviska handlingar som utförs utan förväntan på att få något tillbaka, till exempel gentjänster. En annan beskrivning är att "om du kan engagera dig glatt i vilken aktivitet som helst, är det karma yoga. Om du gör det med stor ansträngning, kommer bara karma att skapas, ingen yoga kommer att ske!". Med detta menas att karmayoga inte är vad för handling man utför utan hur handlingen utförs.

## Rajayoga
Rajayoga är kontrollens yoga. Den beskrevs först av Patanjalis Yoga sutra där även Ashtanga yoga (yogans åtta grenar) beskrevs. Det är också de fyra första av de åtra grenarna som utgör grunden i rajayoga:  
- Yama – respekt för andra; omfattar bland annat icke-våld, sanning, ärlighet, måttfullhet och icke-begär
- Niyama – positiv självdisciplin; omfattar bland annat renhet, tillfredsställelse, disciplin, självstudier och hängivenhet.
- Asana – kroppspositioner, men ska inte sammanblandning med dagens kroppspositioner som ses inom hathayoga[a]
- Pranayama – andningstekniker[b]

De två förstnämnda handlar om uppförande och livsstil medan de två sistnämnda handlar om kroppen och sinnet.